# Domagnano
Domagnano (DOM) is een castello (gemeente) in San Marino met een oppervlakte van 6,62 km² en 3265 inwoners (31-03-2013). Het wordt ook Montelupo (Wolfsberg) genoemd en voert in zijn wapen een witte wolf voor een groene berg.
Domagnano was reeds in de Romeinse tijd bewoond. Van hieruit zijn de Monte Titano en de zee uitstekend te zien.

## Dorpen
- Cà Giannino